# شون جونز
شون جونز (بالإنجليزية: Sean Jones)‏ (و. 1976 – م) هو مغني، وكاتب غنائي، من كندا.